# Любомеж
Любомеж (пол. Lubomierz, нем. Liebenthal, рус. Любомир) — город в Польше, входит в Нижнесилезское воеводство, Львувецкий повят. Центр городско-сельской гмины. Занимает площадь 8,06 км². Население — 1812 человек (на 2004 год).

## История
- Первое упоминание местечка Любомеж относится к XII веку. Когда-то им владели князья Любомирские.
- Статус города признал в 1291 году князь Болеслав I Суровый из силезской ветви династии Пястов.
- В 1480 году в Любомеже родился известный краковский печатник Иероним Ветор, типограф королевской канцелярии Сигизмунда I Старого.
- В 1945—1947 годах название города было Милосна (пол. Miłosna).

## Культура
В 1967 году снимали здесь пленэры фильма «Все свои» (пол. Sami swoi) и в тридцатилетие этого происшествия в 1997 установили ежегодный «Фестиваль комедийных фильмов в Любомеже». Здесь находится музей героев этого фильма.

## Галерея

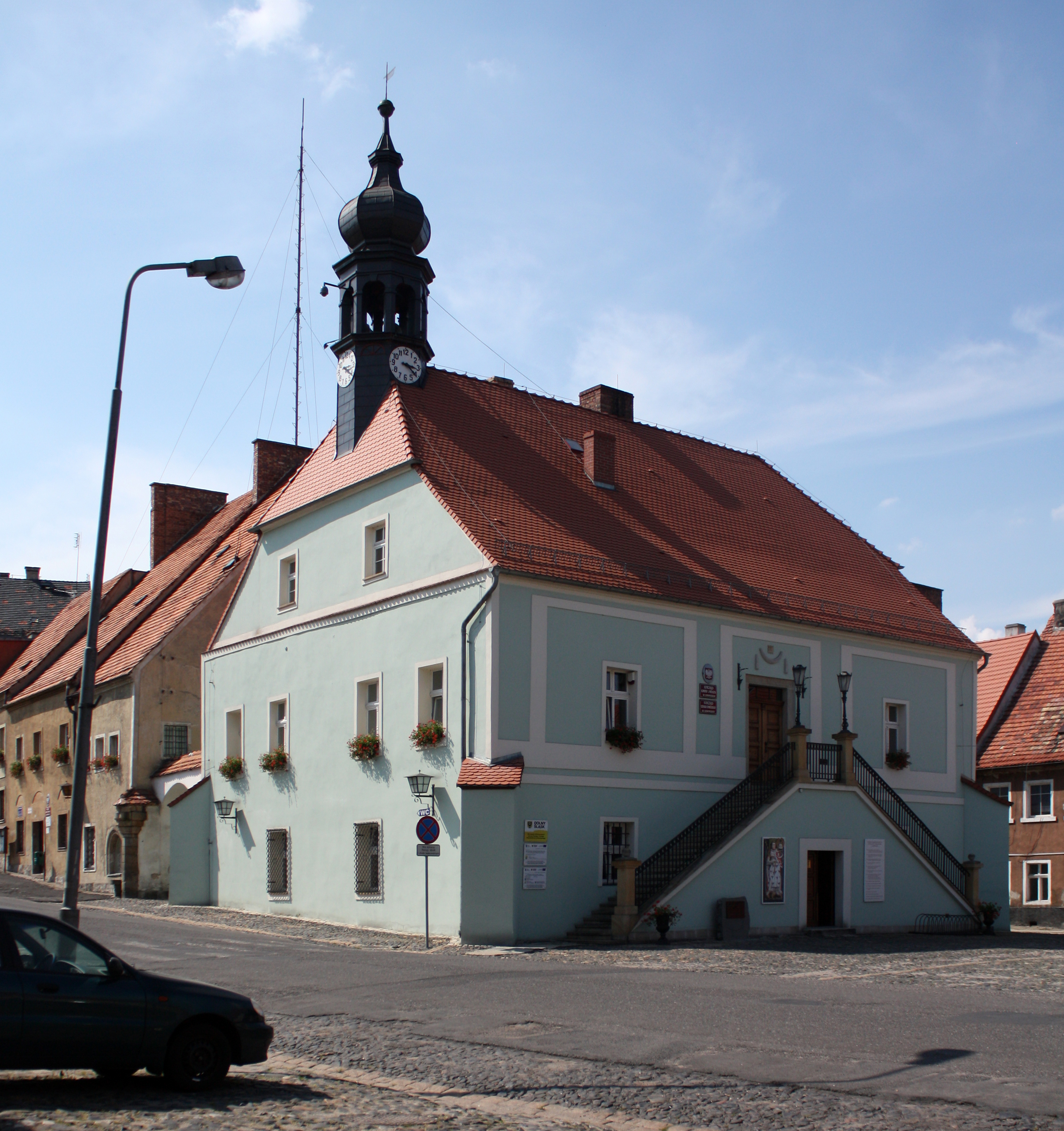
Ратуша
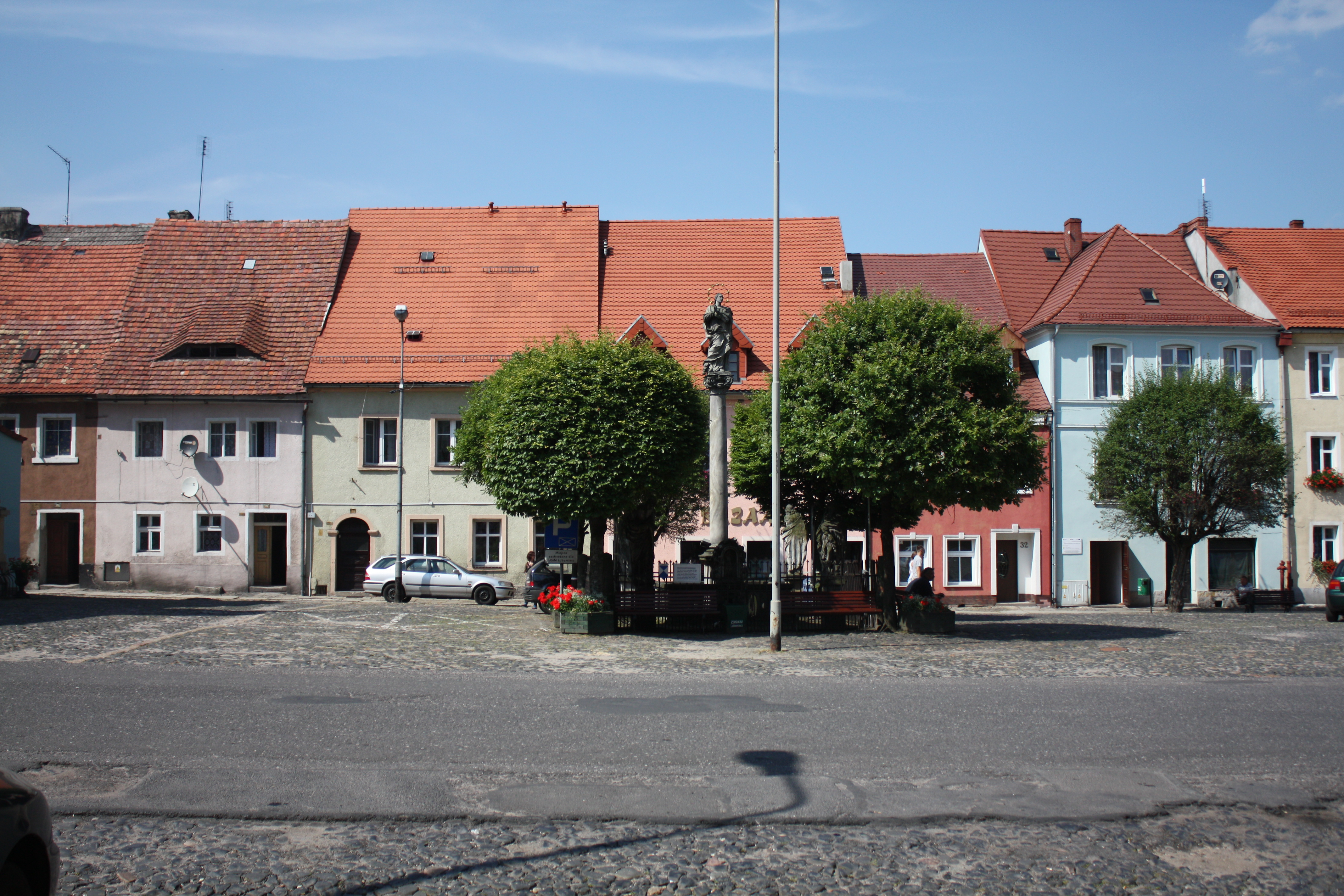
Рыночная площадь
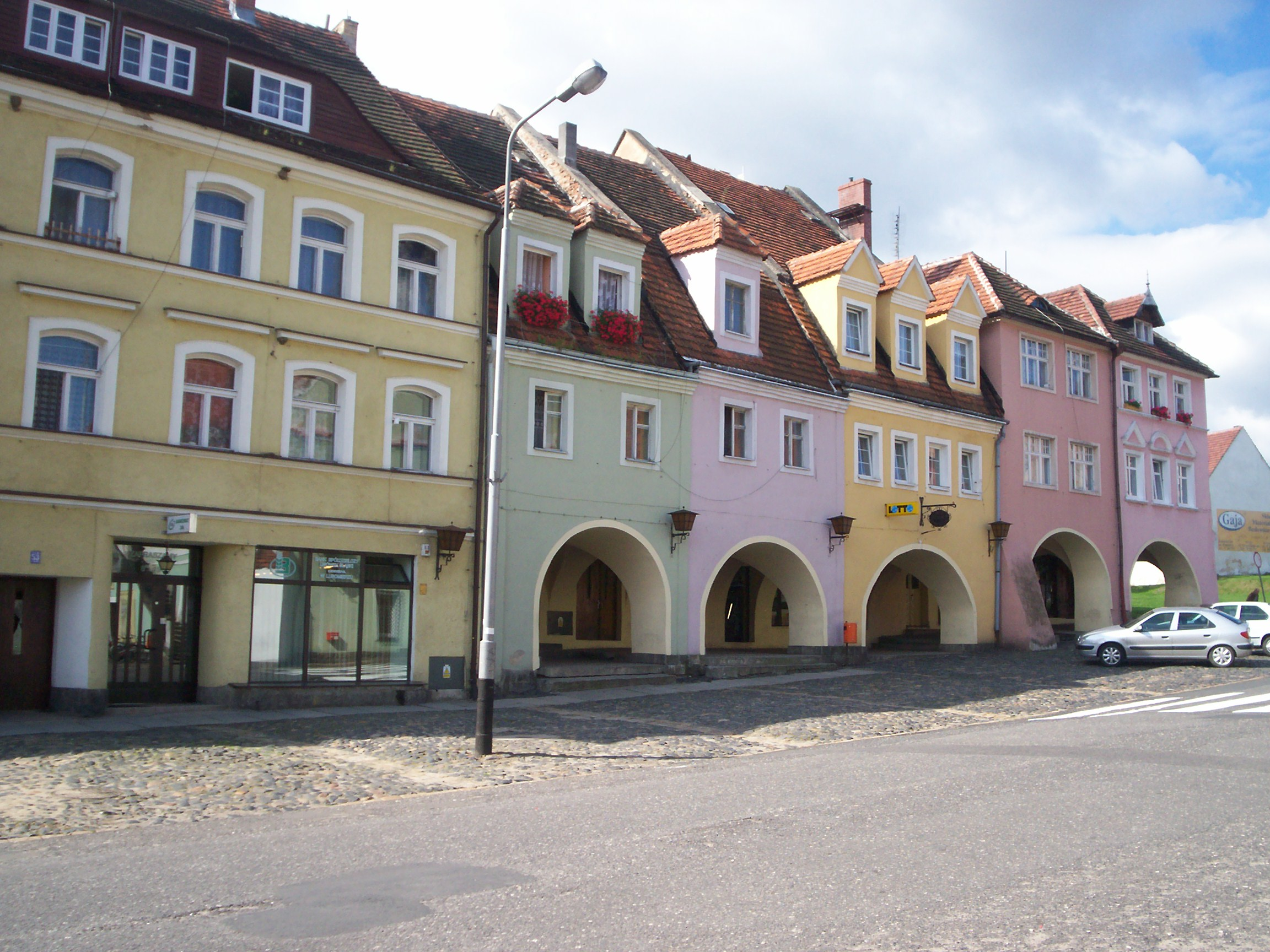
Дома на рыночной площади
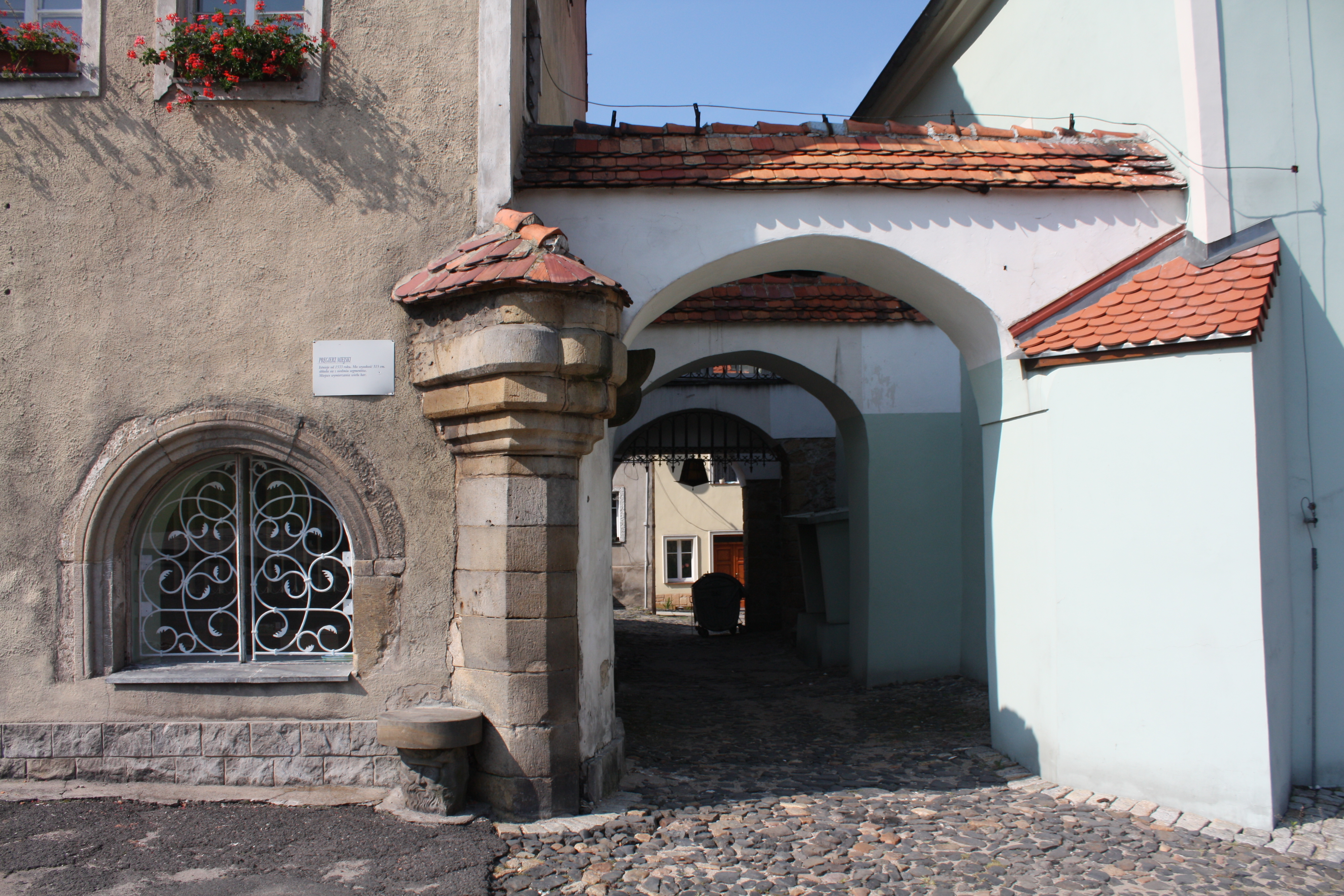
Арка
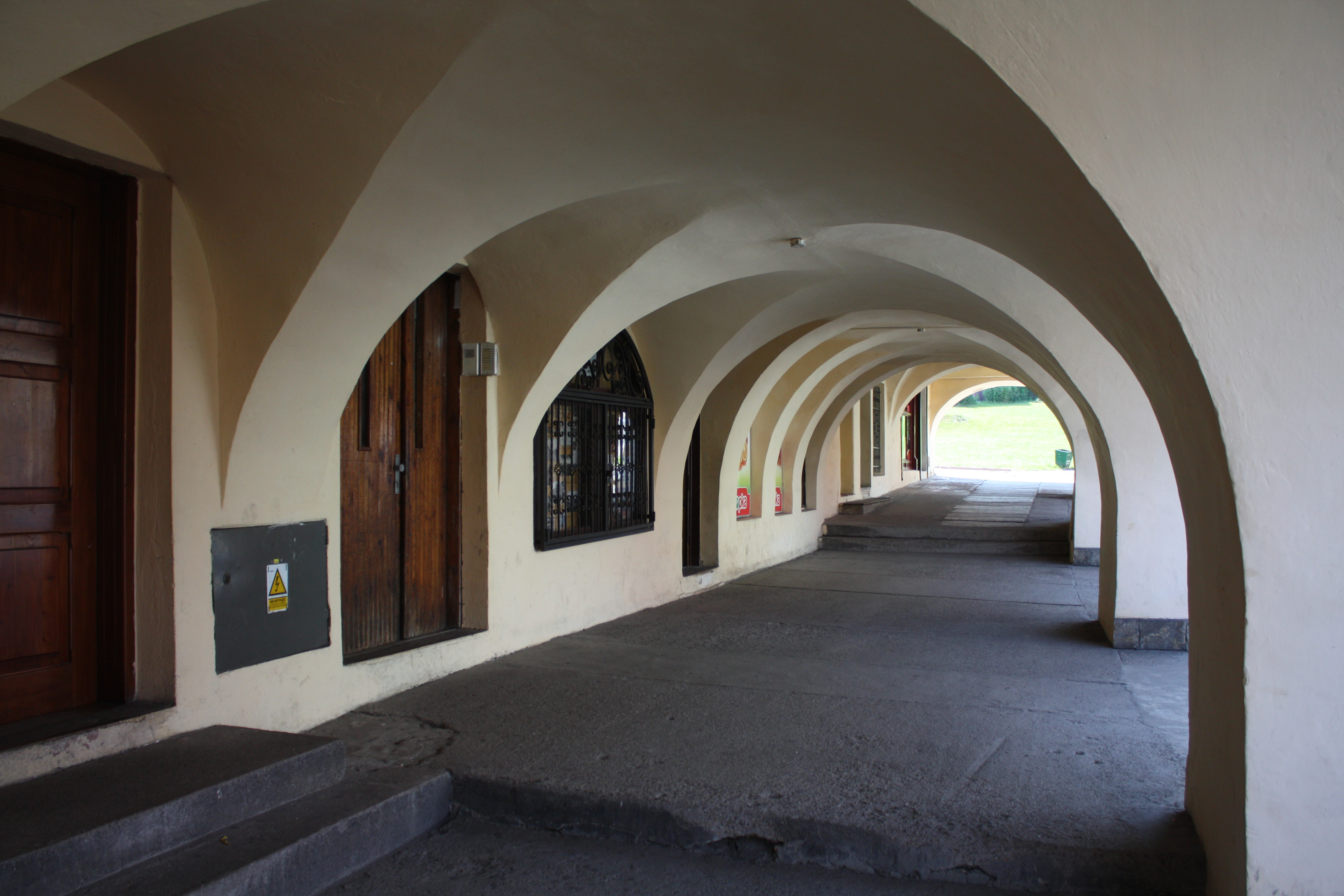
Арки
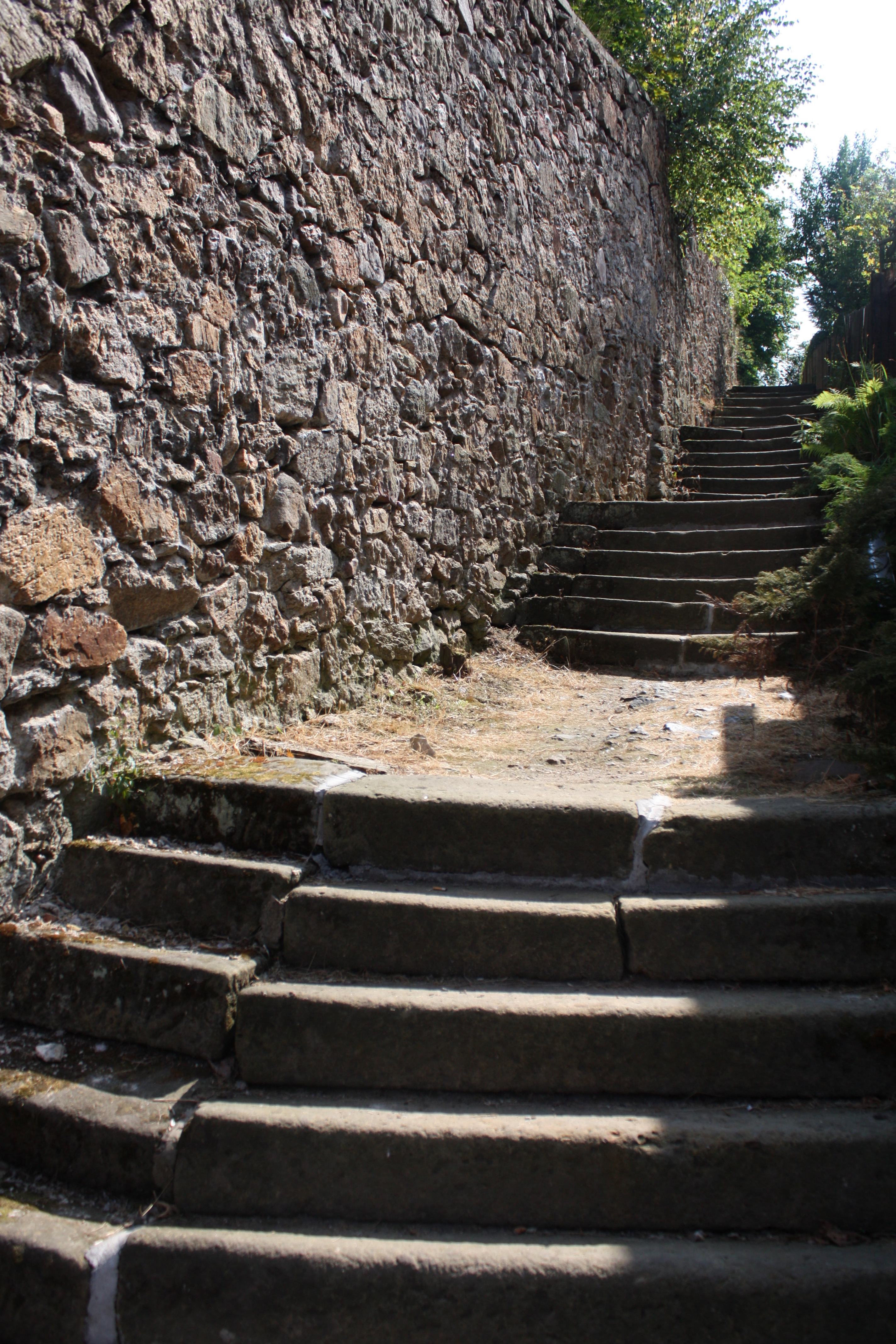
Фрагмент городской стены
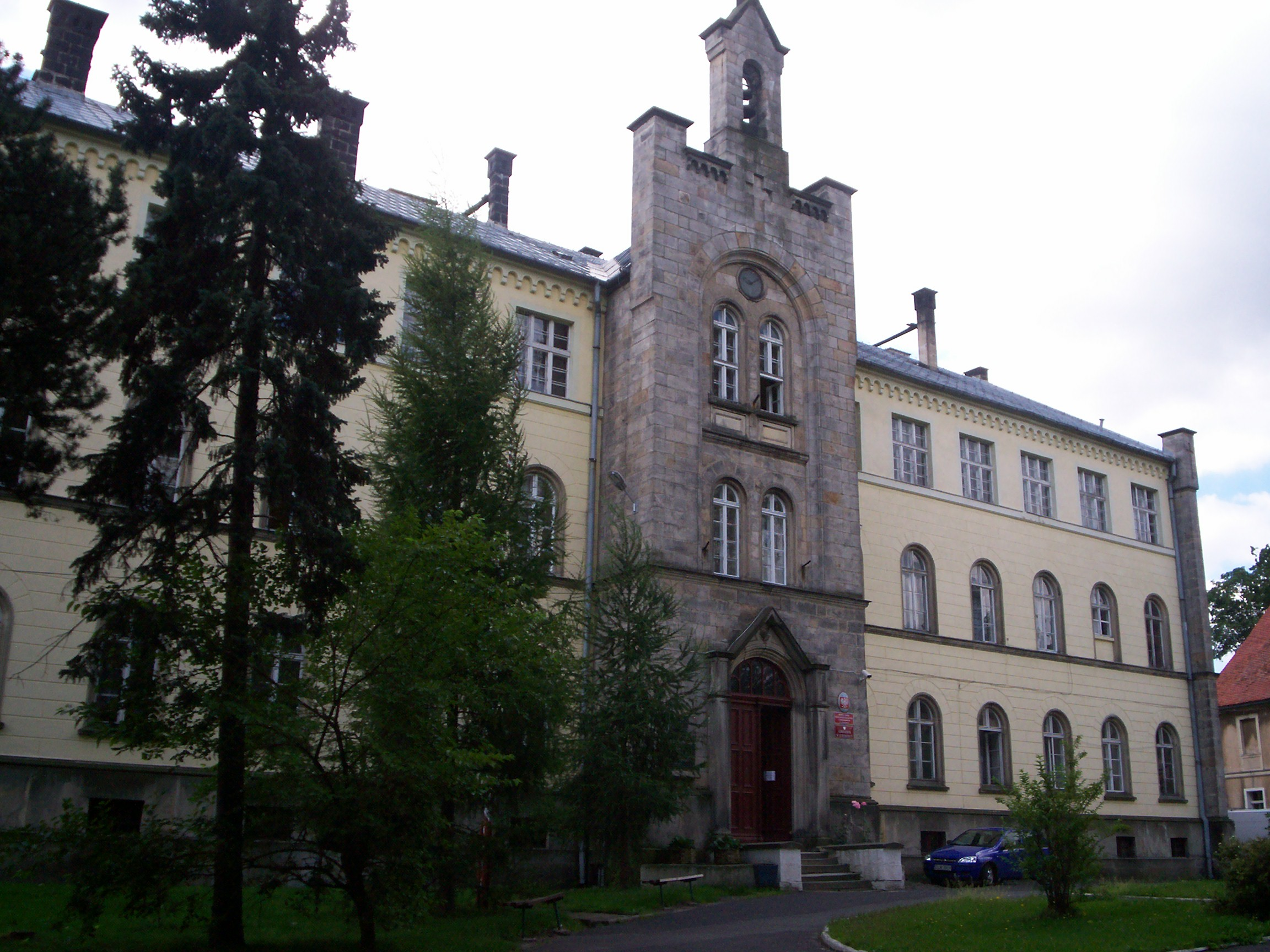
Гимназия
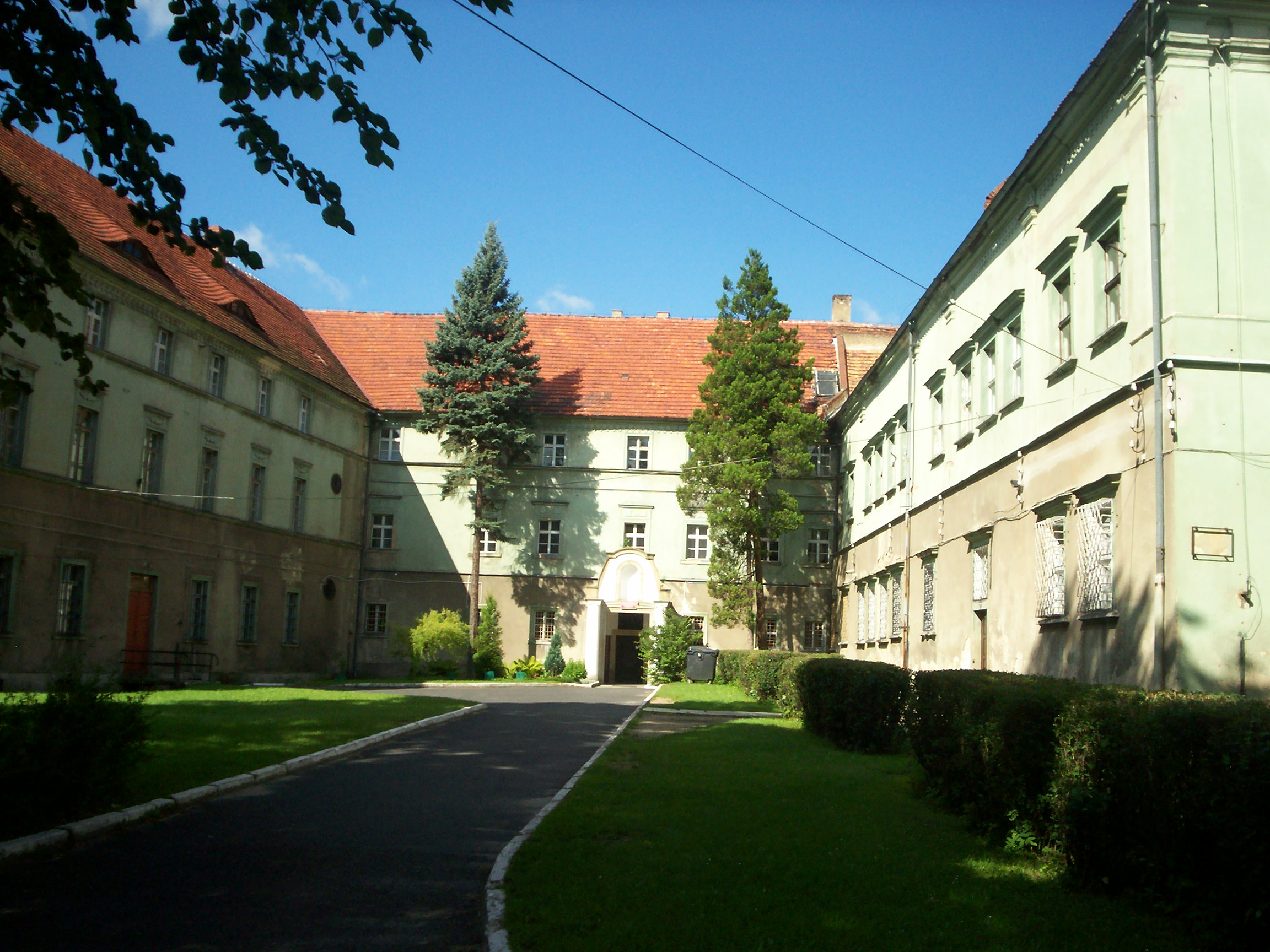
Бывший монастырь бенедиктинцев
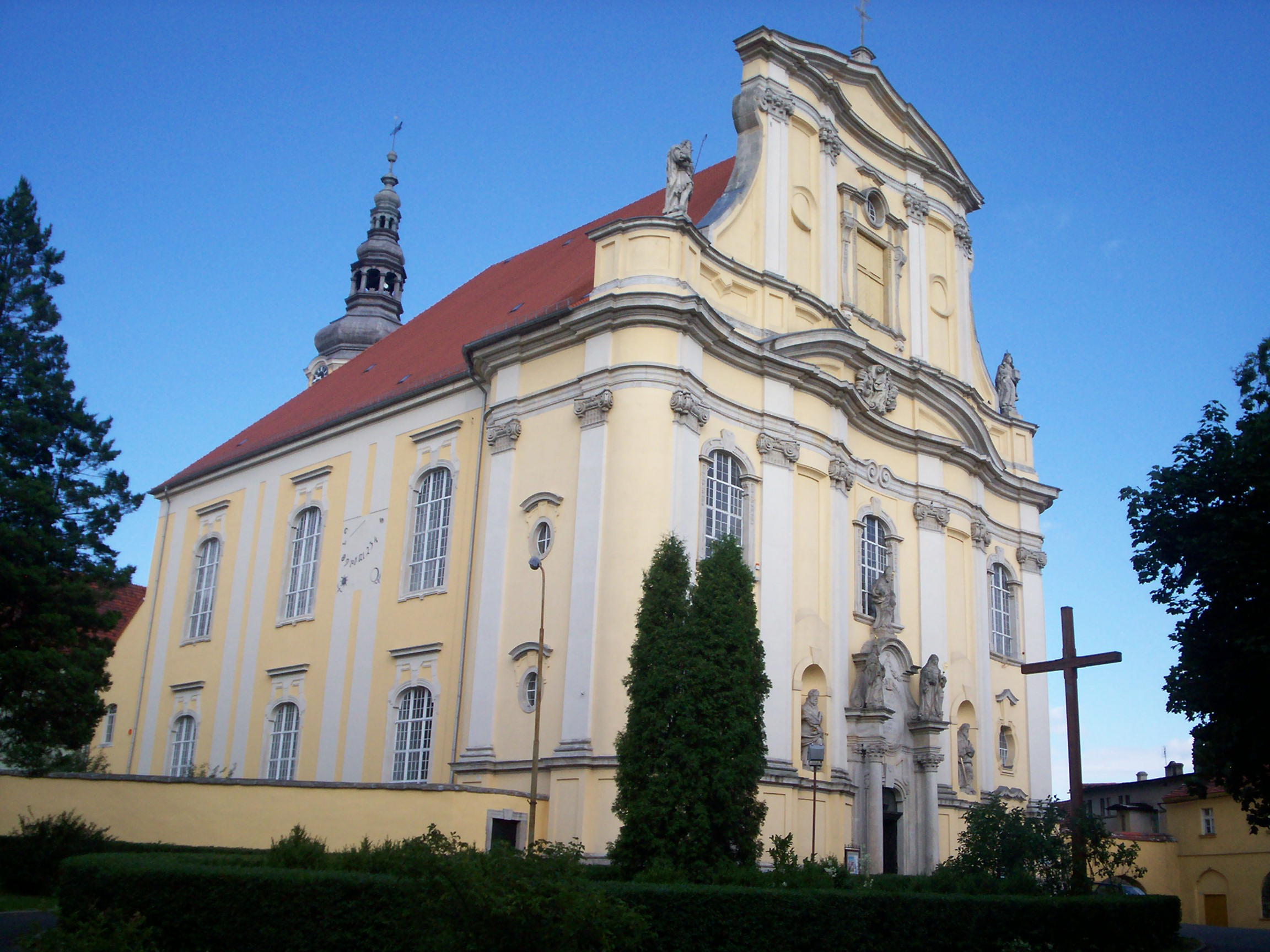
Церковь
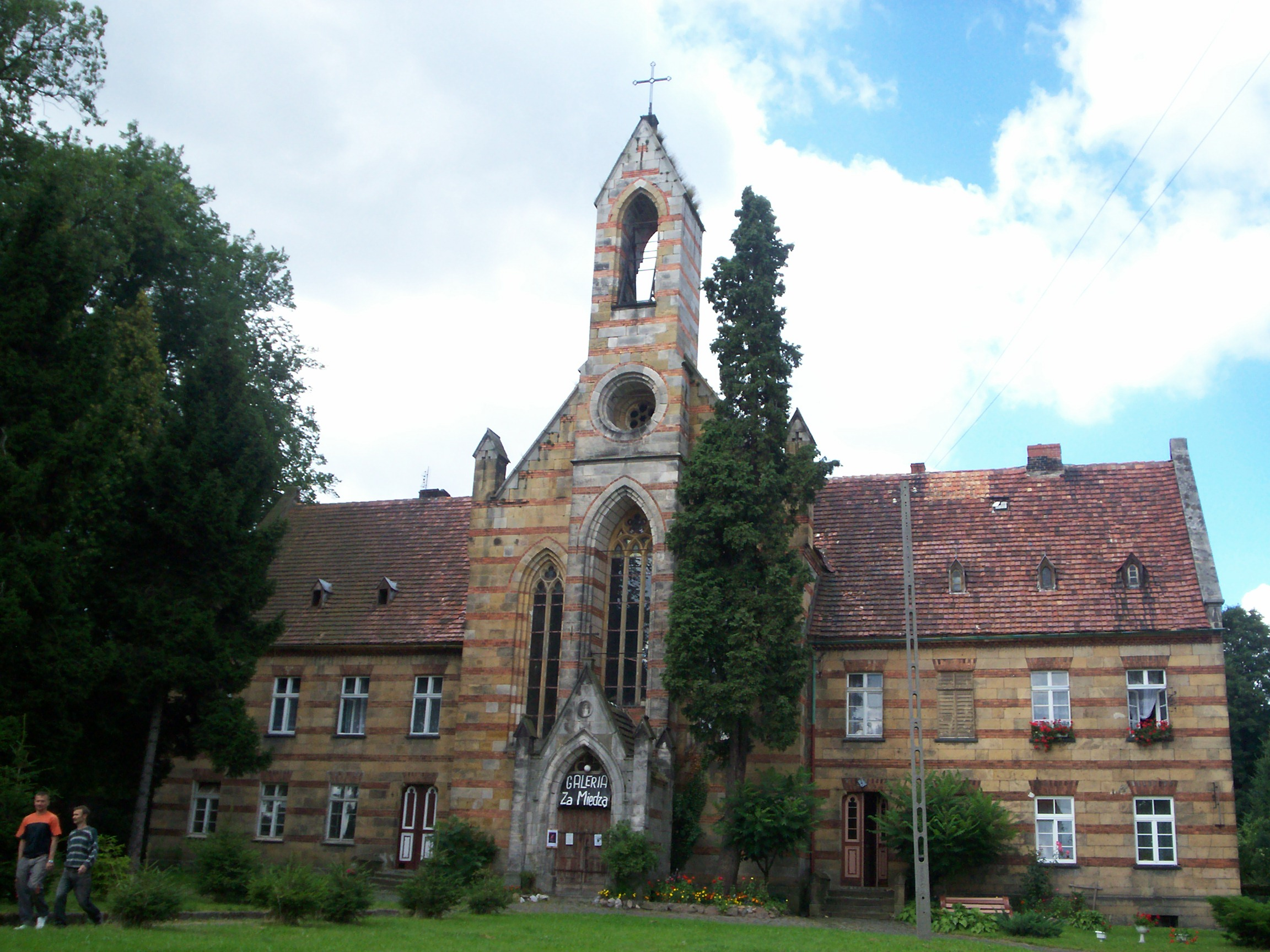
Бывшая лютеранская церковь